# Valerie Whipps

Valerie Whipps 2024.

Valerie Esang Whipps (geb. Remengesau) ist eine Persönlichkeit in Palau. Sie ist seit dem 21. Januar 2021 als Frau von Präsident Surangel Whipps Jr. die First Lady von Palau.

## Auftritte
Whipps begleitete ihren Ehemann bei einem Staatsbesuch in Taiwan im März 2021. Sie trafen dort auf Präsidentin Tsai Ing-wen.

## Familie
Whipps heiratete Surangel Whipps 1999. Das Paar hat vier Kinder.
Sie selbst ist die Tochter des früheren Präsidenten Thomas Remengesau, Sr. und die Schwester von Präsident Tommy Remengesau Jr.
Ihre Vorgängerin Debbie Remengesau ist ihre Schwägerin.